# بيرسي ميتكالف
بيرسي ميتكالف كان فنانًا ونحاتًا ومصممًا إنجليزيًا. اشتهر بتصميماته للعملات المعدنية ومساهمته في مجموعة آشتيد للفخار.
ومن تصميماته عملات العراق المعدنية التي تحمل صور الملك فيصل الأول والملك غازي الأول.
اكتسب بيرسي ميتكالف شهرته من خلال الفوز في مسابقة تصميم أول عملة للدولة الأيرلندية الحرة في عام 1928. وأصبح مشهورًا دوليًا بتصميمه التماثيل الجديدة للملك فؤاد ملك مصر في عام 1929 والملك فاروق في عام 1938. وأشهر ما اشتهر به هو صورة الملك جورج الخامس، التي استُخدمت على وجه العملات المعدنية في أستراليا وكندا وفيجي وموريشيوس ونيوزيلندا وجنوب روديسيا.